# Hans-Joachim von Braunmühl
Hans-Joachim Maria von Braunmühl (* 13. September 1900 in Carlshof bei Tarnowitz; † 19. April 1980 in Ebersteinburg) war ein deutscher Magnetbandpionier.

## Leben
Hans-Joachim Edler von Braunmühl wurde als ältestes von fünf Kindern eines Forstmeisters im ostoberschlesischen Carlshof geboren. Von 1918 bis 1926 studierte er an den Universitäten Breslau und München Physik und Kunstgeschichte. Mit seiner Promotionsschrift „Über die Temperaturabhängigkeit der Dielektrizitätskonstante einiger Gase“ erlangte er an der Universität Breslau 1926 den Grad eines Dr. phil.
Zunächst arbeitete er als Ingenieur bei Siemens & Halske, 1930 trat er in die Reichsrundfunkgesellschaft (RRG) ein; 1933 wurde er Leiter der technischen Labore.
Zu seinen Mitarbeitern gehörte Walter Weber, den er von Siemens & Halske geholt hatte. Weber hatte 1938 das Patent DRP 693 664 für eine Gegenkopplungsschaltung zum Vermindern der Störspannung erlangt, das im AEG Magnetophon K3 Verwendung fand.
Magnetophone rauschten trotz Gleichstrom-Vormagnetisierung (DC-Bias). Schon in den 1920ern hatten Wendell L. Carlson und Glenn W. Carpenter die Hochfrequenz-Vormagnetisierung (AC-Bias) patentiert, aber wohl nicht weiter verfolgt.
Im Sommer 1940 suchten Braunmühl und Weber einen Fehler am AEG Magnetophon K3. Wahrscheinlich neigte die Gegenkopplungsschaltung zum hochfrequenten Schwingen, was eigentlich nicht erwünscht war. Überraschenderweise brachte dies jedoch eine Qualitätsverbesserung. Sie überlagerten dann das Tonsignal des Aufnahmekopfes mit einer sehr hohen Frequenz zur Hochfrequenz-Vormagnetisierung und hatten damit erstmals richtiges „HiFi“. Der Rauschabstand verbesserte sich von etwa 37 dB auf 55 dB und der Klirrfaktor verringerte sich von 10 % auf unter 5 %. Patentiert wurde ihr „Verfahren zur magnetischen Schallaufzeichnung“ (DRP 743 411) am 28. Juli 1940.
Beim Verkauf ihres Patents an die AEG übernahm Braunmühl die Patent- und Vertragsverhandlungen.
Nachdem das Elektroakustische Labor der RRG kriegsbedingt zunächst nach Kosten bei Posen, Ende 1944 nach Speinshart in der Oberpfalz verlegt worden war, beauftragte ihn die Amerikanische Militärverwaltung 1946 mit dem Aufbau der Rundfunktechnischen Zentralstelle in Bad Homburg vor der Höhe als Nachfolgeeinrichtung der Rundfunk-Technischen Zentralstelle der Reichs-Rundfunk-Gesellschaft.
Von 1947 bis 1950 als Ingenieur für die British Acoustic Film in London tätig, übernahm er 1950 den technischen Aufbau des Südwestfunks in Baden-Baden, zunächst in der Funktion des Leiters der Betriebsgruppe für zentrale Aufgaben (Entwicklung und Messung), von 1960 bis zu seiner Pensionierung 1967 als Technischer Betriebsdirektor.
Unter seiner Federführung wurde 1957 die sogenannte MAZ-Technik im deutschen Fernsehen eingeführt.

## Werke
- mit Walter Weber: Einführung in die angewandte Akustik, insbesondere in die neueren Probleme der Schallmessung, Schallübertragung und Schallaufzeichnung; Leipzig, S. Hirzel, 1936
- Ein neues Gerät zur periodischen Wiederholung von Schallaufzeichnungen. In: Akustische Zeitschrift. 1. Jg., Nr. 1, 1936, S. 36–39.
- Elektrische Sprach- und Musikübertragung. In: Akustische Zeitschrift. 1. Jg., Nr. 3, 1936, S. 145–155.
- mit Walter Weber: Über die Störfähigkeit nichtlinearer Verzerrungen. In: Akustische Zeitschrift. 2. Jg., Nr. 3, 1937, S. 135–147.
- Der heutige Stand der Schallaufnahmetechnik und ihre Anwendung beim deutschen Rundfunk. In: Akustische Zeitschrift. 3. Jg., Nr. 5, 1938, S. 250–258.